# Kraham (Dorfen)

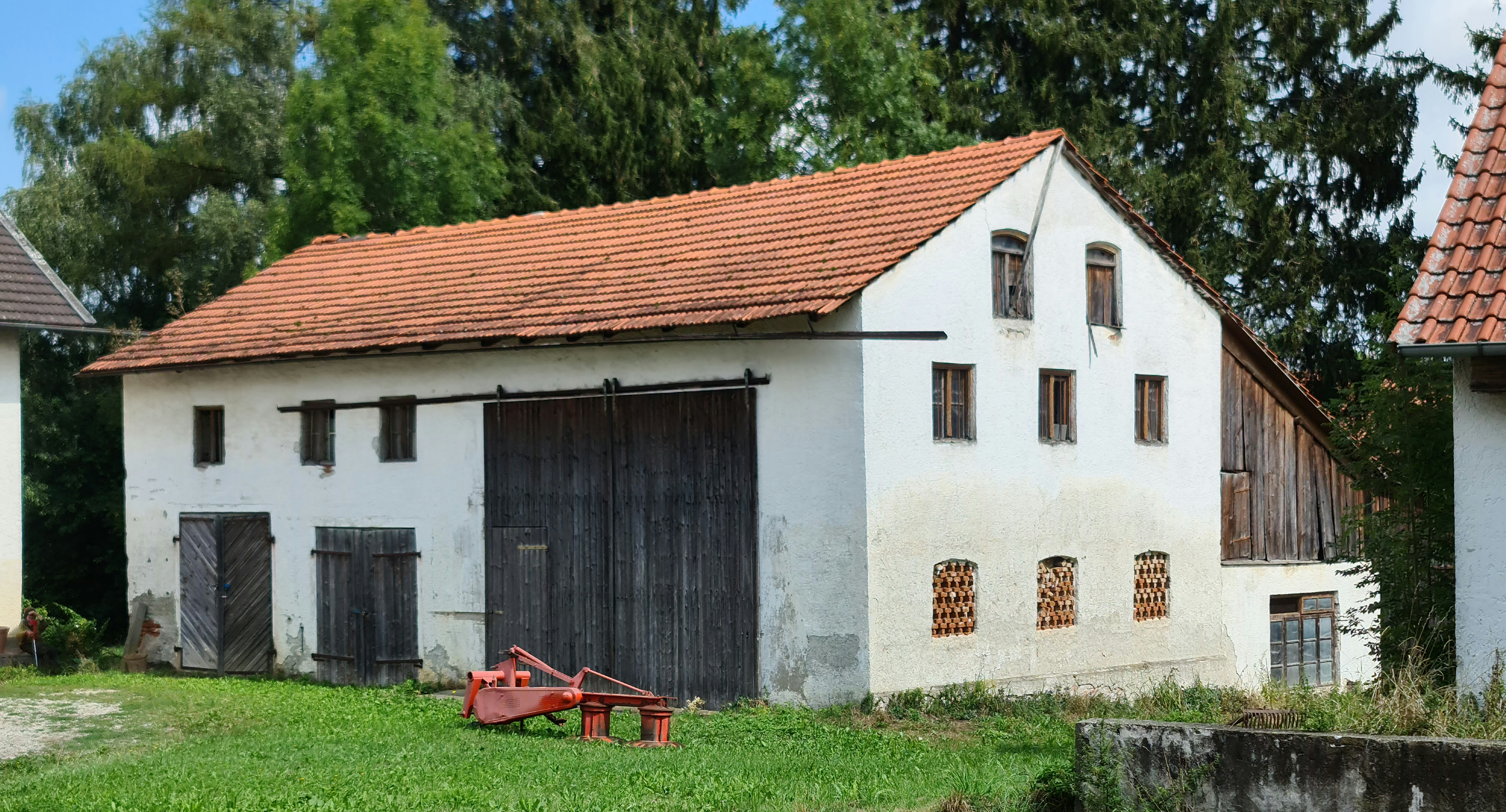
Kraham 4, Nebengebäude

Kraham ist ein Gemeindeteil der Stadt Dorfen im oberbayerischen Landkreis Erding.

## Lage
Der Weiler Kraham liegt 3,8 Kilometer nordöstlich von Dorfen im Tal des Krahammer Bachls, das zur Isen hin abfällt.

## Geschichte
Der kleine Ort Kraham wurde früher wohl Chreisdorf genannt, nach einem bajuwarischen Siedler, der sich im 6. Jahrhundert dort angesiedelt haben soll. Es wurde im Jahr 772 erstmals urkundlich erwähnt. In späteren Urkunden heißt es 1215 Craheimb und 1490 Crahannb, das auch Crachann geschrieben wird.

## Bevölkerungsentwicklung
Um 1871 gab es in Kirnham 37 Einwohner. Nach dem Ersten und Zweiten Weltkrieg stieg die Bevölkerungszahl auf etwa 50 Einwohner. Im Mai 1987 lebten dort 31 Einwohner in sechs Wohngebäuden.
| Jahr      | 1871 | 1925 | 1950 | 1970 | 1987 |
| Einwohner | 37   | 54   | 50   | 36   | 31   |